# Cephalodella licina
Cephalodella licina är en hjuldjursart som beskrevs av Wulfert 1961. Cephalodella licina ingår i släktet Cephalodella och familjen Notommatidae. Inga underarter finns listade i Catalogue of Life.